# ماریا آسنسیو
ماریا آسنسیو (اسپانیایی: Maria Asensio‎؛ زادهٔ ۹ فوریهٔ ۱۹۵۵) شیمی‌دان، متخصص شیمی‌فیزیک، استاد دانشگاه و عضو فرهنگستان علوم، پژوهشگر و مؤلف اسپانیایی-آرژانتینی است. او استاد تحقیقاتی تمام‌وقت در مؤسسه علوم مواد مادرید در شورای ملی تحقیقات اسپانیا و رئیس واحد تحقیقاتی وابسته به به این شورا به نام متینی است که با همکاری مؤسسه علوم مواد مادرید و مؤسسه علوم مواد دانشگاه والنسیا ایجاد شده است.
کارهای آسنسیو بر روی شناسایی مواد پیشرفته، توسعه ابزارهای طیف‌سنجی و استفاده از ابزارهای هوش مصنوعی برای کشف مواد انرژی پایدار متمرکز است. او به‌خاطر سهم خود در تصویربرداری شیمیایی و الکترونیکی مواد نانو و فیزیک مزوسکوپیک، با استفاده از طیف‌سنجی نانوآرپس (Nano-ARPES) و طیف‌سنجی با جذب اشعه ایکس، در کنار سایر تکنیک‌های متداول شناسایی تجربی، شناخته شده است. او همچنین روی تعیین تجربی ساختار مواد پیچیده با استفاده از تکنیک‌های طیف‌سنجی پراکندگی فوتوالکترونی با انرژی و اسکن زاویه‌ای مؤثر کار کرده است.
آسنسیو بیش از ۲۵۰ مقاله تحقیقاتی منتشر کرده است.

## تحصیلات
در سال ۱۹۸۰، آسنسیو در رشته شیمی‌فیزیک از دانشگاه ملی لاپلاتا فارغ‌التحصیل شد. از سال ۱۹۸۱ تا ۱۹۸۶، او کار پایان‌نامه دکترای خود را در «مؤسسه تحقیقات نظری و کاربردی فیزیک‌شیمی» انجام داد و مدرک دکترای خود را از دانشگاه ملی لاپلاتا دریافت کرد. سپس او مدرک فوق دکتری خود را از دانشگاه مستقل مادرید در سال ۱۹۸۷ و دانشگاه واریک در سال ۱۹۸۹ دریافت کرد.

## حرفه
پس از مهاجرت به اروپا، آسنسیو از سال ۱۹۸۸ تا ۱۹۸۹ استادیار در دانشگاه مستقل مادرید بود و از سال ۱۹۹۲ تا ۱۹۹۹ به‌عنوان مدرس دوره‌های تحصیلات تکمیلی در مؤسسهٔ هرکولس اروپا در سنکروترون لیور واقع در اورسه فرانسه کار کرد. او همچنین از سال ۱۹۹۲ تا ۱۹۹۹ به‌عنوان مدرس در دوره تحصیلات تکمیلی برنامه ماده چگال در دانشکده علوم دانشگاه مستقل مادرید و دانشگاه کمپلوتنسه مادرید فعالیت داشت.
آسنسیو از سال ۱۹۹۲ به‌عنوان دانشمند ارشد در ICMM-CSIC مشغول به کار بوده است، با یک مرخصی طولانی به مدت یازده سال. از سال ۲۰۰۷ تا ۲۰۱۸، او به‌عنوان عضو دائم تیم علمی سنکروترون سولِـی در ژیف سور ایوت فرانسه کار می‌کرد.
آسنسیو از سال ۲۰۰۴ تا ۲۰۰۷ به‌عنوان مدیر علمی «اتحادیه بین‌المللی علوم، تکنیک‌ها و کاربردهای خلأ» انتخاب شد. او از سال ۲۰۱۹ تاکنون ریاست بخش علوم سطح در این اتحادیه را بر عهده دارد. در حال حاضر، او به‌عنوان عضو تمام‌وقت هیئت علمی تحقیقاتی در مؤسسه علوم مواد مادرید فعالیت می‌کند.

## نانوفناوری و نانوآرپس
تحقیقات آسنسیو شامل شناسایی الکترونیکی و شیمیایی مواد نوظهور کوانتومی با ابعاد پایین مانند گرافین، نیترید بور، دی کالکوژنید فلز واسطه (TMD)، تری کلکوژنیدهای فلزات واسطه (TMT)، مکسین و به‌ویژه سیلیکین و روش نانوآرپس، و همچنین ساختارهای هومو و هترو اتمی کنترل‌شده آنها است، که از تکنیک‌های متداول و تابش سینکروترون استفاده می‌شود. از میان تمام مقالات او، تحقیقاتش دربارهٔ سیلیکین بیشترین ارجاعات را داشته است که در مجموع ۳۶۱۳ ارجاع را شامل می‌شود. او در دهه گذشته تمرکز خود را بر روی راه‌اندازی تأسیسات کاربری نانوآرپس که در سینکروترون سولِـی ساخته شده، گذاشته است. او روی اثرات چندجسمی که توسط تابش فوتونی در مواد با ابعاد پایین شناسایی شده‌اند، کار کرده و نتایج شبیه‌سازی مدل تابش فوتونی و نتایج تجربی نانوآرپس را برای آشکارسازی برانگیختگی‌های جمعی شامل پولارون‌ها، پلاسمون‌ها، فونون‌ها و سایر تعاملات کم‌انرژی ترکیب کرده است. او رابطه بین طبیعت تابع موج عنصر و حالت برانگیخته، و اثرات انرژی خودی را تحلیل کرده است.

## پژوهش‌ها
تحقیقات آسنسیو بر مطالعه ساختار شیمیایی، ساختاری و الکترونیکی سطوح، مرزها و مواد کوانتومی با استفاده از تکنیک‌های تابش سنکروترون متمرکز است. او برای چندین دهه روی کاربردها و توسعه ابزارهای علمی در تأسیسات بزرگ تابش سنکروترون اروپا کار کرده است.